# دریاچه‌های بزرگ آفریقا

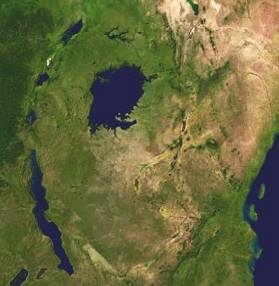
دید ماهواره‌ای از دریاچه‌های بزرگ و کرانه شرقی آفریقا. اقیانوس هند در سمت راست دیده می‌شود.

منطقه دریاچه‌های بزرگ در آفریقا به یک رشته دریاچه در درون و پیرامون دره بزرگ نشستی گفته می‌شود.
دریاچه ویکتوریا، دومین دریاچه آب شیرین بزرگ جهان نیز جزئی از این دریاچه‌های بزرگ آفریقا است.
دریاچه‌های بزرگ عبارت‌اند از:
- دریاچه تانگانیکا
- دریاچه ویکتوریا
- دریاچه آلبرت
- دریاچه ادوارد
- دریاچه کیوو
- دریاچه مالاوی